# Гроссман, Абрам Соломонович
Абра́м Соломо́нович (Шло́ймович) Гро́ссман (5 марта 1879, Павловск, Херсонская губерния — 28 февраля 1908, Киев) — российский революционер, старший брат Иуды Гроссмана. Использовал псевдонимы «Александр», «А-ъ», «Юрий».

## Биография
Родился в семье купца. Участвовал в революционном движении с 1896 года, первоначально сочувствовал социал-демократам. В 1897—1898 годах являлся членом елисаветградского кружка «Южно-русского союза рабочих». В 1898 году подвергся аресту, 9 июня 1898 года выслан на три года под гласный надзор полиции на родину.
Летом 1902 года выехал за пределы Российской империи (в Германию и Швейцарию), установил контакты с российскими эмигрантами (большей частью с социал-демократами). В конце 1902 года под именем М. Н. Меленчука нелегально въехал в Санкт-Петербург, вошёл в состав социал-демократического и эсерского «Объединения революционных сил памяти Петра Лаврова». 12 января 1903 года вновь арестован и заключён в Петропавловскую крепость. В заключении сблизился и примкнул к анархистам.
В январе 1905 года освобождён, после чего направился за границу и включился в деятельность анархистских центров из среды российской эмиграции. В 1906—1908 годах — член женевской группы анархистов-коммунистов и редакции газеты «Буревестник».
В серии статей, опубликованных в «Буревестнике» в 1906—1907 годах, активно критиковал синдикалистское движение. Считал французский синдикализм «специфическим продуктом специфических французских условий», часто неприменимым к российской революционной ситуации. Рассматривая текущую политическую ситуацию, упрекал «респектабельные» профсоюзы и их лидеров в реформизме и соглашательстве с буржуазией. Настаивал, что России необходим не законопослушный тип рабочего движения, характерный для государств западного мира, а «прямые революционные действия», а также подчёркивал, что грядущий анархистский взрыв уничтожит привычную социальную структуру со всеми её институтами, не исключая и тред-юнионы: «Сила анархизма кроется в его тотальном и радикальном отрицании всех основ существующей системы».
В статьях и публичных выступлениях показал себя как сторонник методов террора и экспроприаций на нужды революции.
В сентябре 1907 года стал членом «Боевого интернационального отряда», в начале 1908 года вернулся в Россию с целью образовать отделения «Отряда» в южных городах. Занимался организацией покушения на командующего войсками Одесского военного округа барона Александра Каульбарса. При подготовке боевых операций был выслежен охранкой, при попытке ареста 28 февраля 1908 года в Киеве оказал сопротивление и был застрелен либо застрелился.
После смерти Абрама Гроссмана линию борьбы с синдикалистскими тенденциями в российском анархическом движении продолжил его брат Иуда.